# A.J. English
Albert Jay English, más conocido como A.J. English (Wilmington, Delaware, 11 de julio de 1967) es un exjugador de baloncesto estadounidense. Con 1.91 metros de estatura, jugaba en la posición de escolta. Su hijo A.J. English también es jugador de baloncesto.

## Trayectoria

### Clubes
| Club                        | País           | Año       |
| --------------------------- | -------------- | --------- |
| Washington Bullets          | Estados Unidos | 1990–1992 |
| Pallacanestro Trieste       | Italia         | 1992-1993 |
| Rapid City Thrillers        | Estados Unidos | 1993      |
| Rochester Renegade          | Estados Unidos | 1993      |
| Virtus Roma                 | Italia         | 1994      |
| Libertas Forlì              | Italia         | 1994      |
| Levallois SCB               | Francia        | 1994-1995 |
| CB Salamanca                | España         | 1995-1996 |
| Pistoia Basket              | Italia         | 1996      |
| Besiktas                    | Turquía        | 1996-1997 |
| Levallois SCB               | Francia        | 1997-1998 |
| New Jersey Shorecats        | Estados Unidos | 1998      |
| PSG Racing                  | Francia        | 1998-1999 |
| Tampa Bay Windjammers       | Estados Unidos | 1999      |
| Richmond Rhythm             | Estados Unidos | 1999-2000 |
| Aris Salónica BC            | Grecia         | 2000-2001 |
| Estudiantes de Bahía Blanca | Argentina      | 2001      |
| Znic Pruszków               | Polonia        | 2001-2002 |